# 州間高速道路4号線
州間高速道路4号線（しゅうかんこうそくどうろ4ごうせん、I-4; Interstate 4）とは、アメリカ合衆国のフロリダ州タンパからデイトナビーチにいたる州間高速道路。全線フロリダ州を走行する。全長132.3マイル (213km)
途中にはディズニー・ワールドがあるオーランドを通る。

## 全長
| miles  | km     | 通過州     |
| ------ | ------ | ---------- |
|        |        |            |
| 132.30 | 212.92 | フロリダ州 |
|        |        |            |
| 132.30 | 212.92 | 合計       |